# 에노모토 카나코

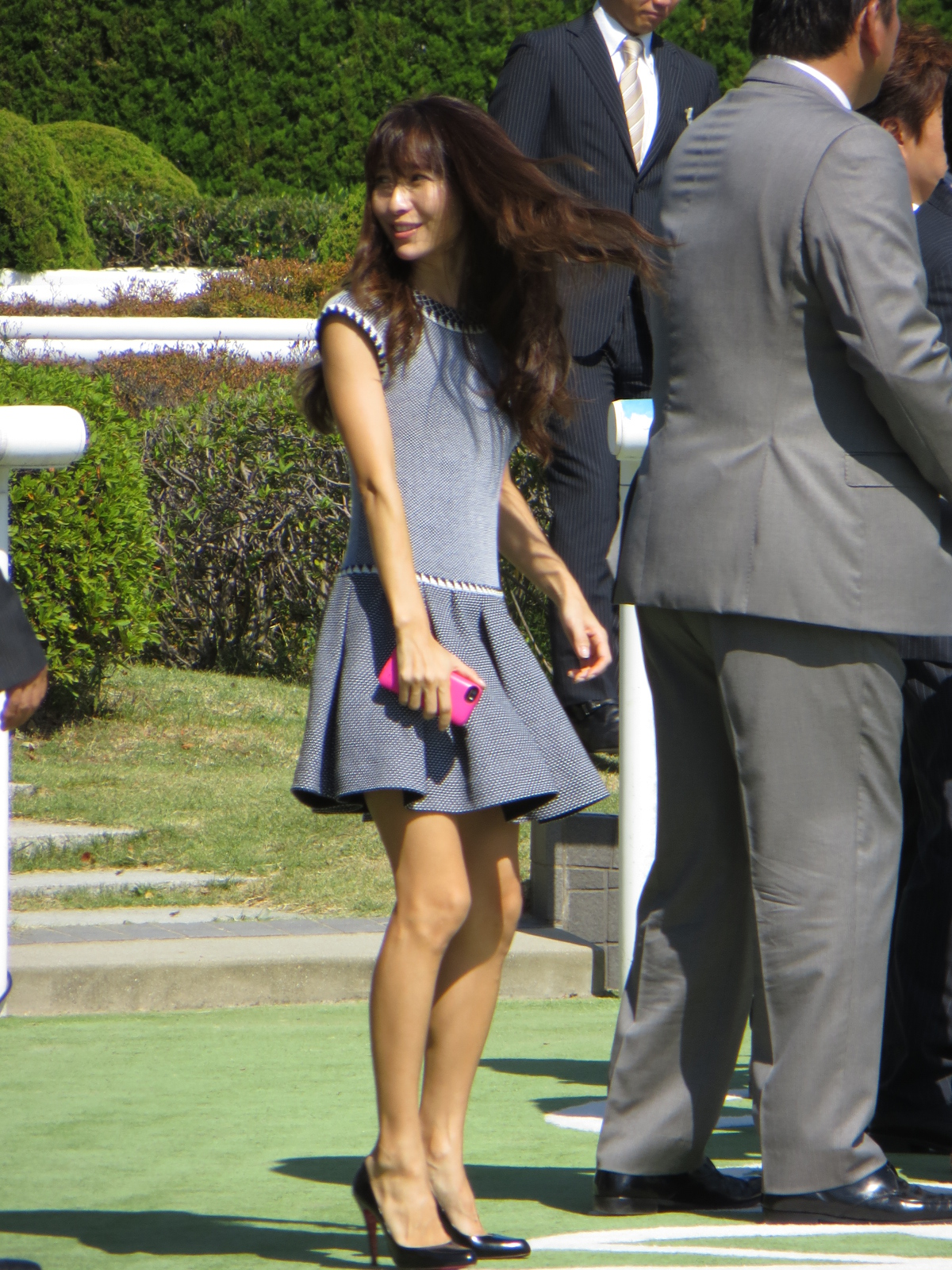

에노모토 카나코(Kanako Enomoto, 1980년 9월 29일 ~ )는 일본의 배우, 모델이다.
미나토구에서 태어났다.

## 방송
- 골든 볼
- 프라이빗 액트리스

## 영화
- 개와 고양이 (2004년) - 요코 역
- 골든 볼 (2002년)
- 두근두근 메모리얼 (1997년)